# Ville de Glen Eira
Pour les articles homonymes, voir Eira.

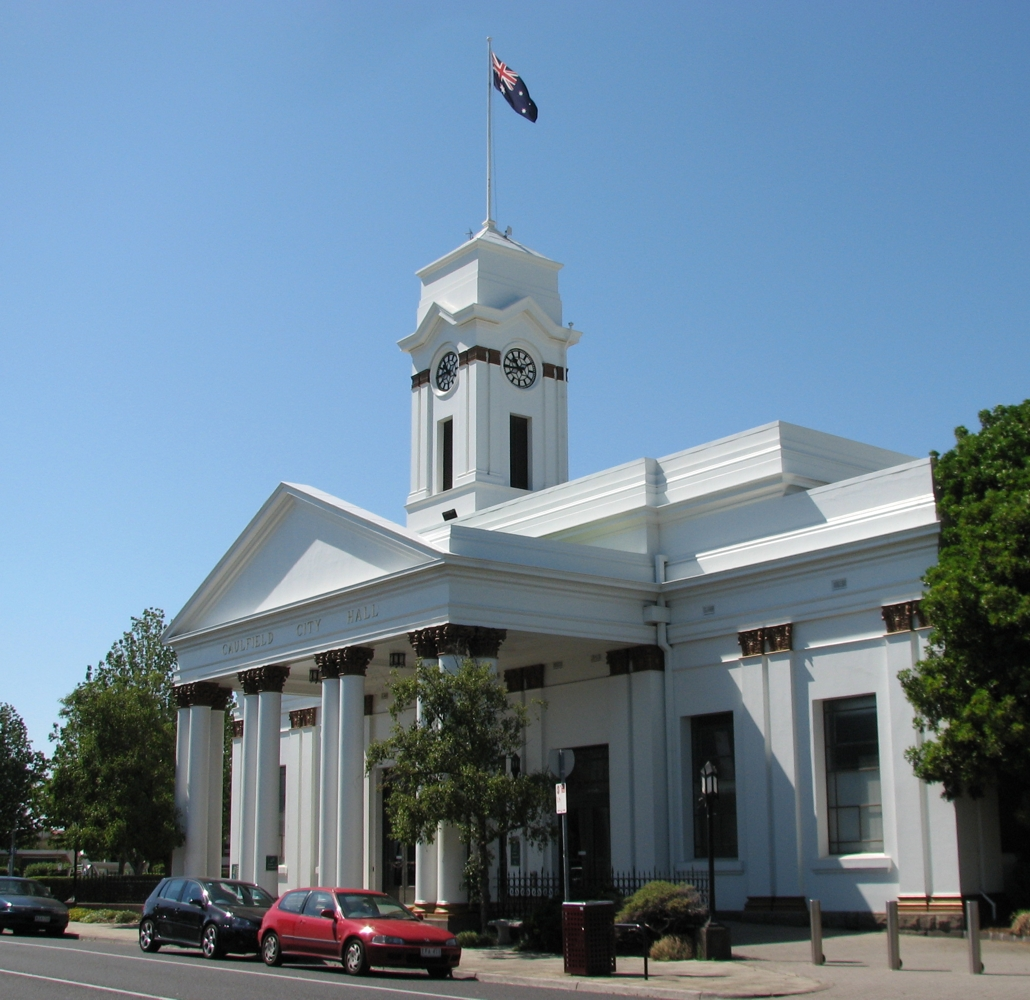
L'hôtel de ville de Glen Eira.

La ville de Glen Eira (en anglais : City of Glen Eira) est une zone d'administration locale au sud-est du centre-ville de Melbourne, dans l'État de Victoria en Australie.
Elle a été créée en 1994 à partir de la ville de Caulfield et d'une partie de la ville de Moorabbin.

## Conseillers
La ville est divisée en trois secteurs qui élisent chacun trois conseillers :
- Camden
- Rosstown
- Tucker

## Quartiers
La ville comprend les quartiers de:
- Bentleigh
- Bentleigh Est
- Caulfield
- Caulfield Est
- Caulfield Nord
- Caulfield Sud
- Carnegie
- Elsternwick
- Gardenvale
- Glen Huntly
- McKinnon
- Murrumbeena
- Ormond
- St Kilda Est, empiète sur la ville de Port Phillip